# Штюкельберг, Эрнст (художник)
Эрнст Штюкельберг, настоящее имя Иоганн Мельхиор Эрнст Штикельбергер (нем. Ernst Stückelberg; 21 февраля 1831, Базель — 14 сентября 1903, Базель) — швейцарский художник.

## Жизнь и творчество
Штюкельберг происходил из аристократической семьи из Базеля. Был сыном Эммануила Штюкельбергера и Сюзанны Берри. После ранней смерти его отца в 1833 году его воспитывал дядя, архитектор Мельхиор Берри, у которого он учился. Также обучался у  Иеронима Гесса, Людвига Адама Келтерборна и у художника-портретиста Иоганна Фридриха Дитлера. Затем его отправили на учебу в Антверпен в Академию изящных искусств. Его учителями в Антверпене были Густав Вапперс, Луи Галлэйт и Джозефус Лаврентий Дикманс. Э.Штюкельберг в своё время считался одним из известнейших швейцарских живописцев. Писал пейзажи, портреты, создавал произведения жанровой живописи. Работы художника оценивались критикой как ясного содержания, доступные простому зрителю. К наиболее известным произведениям Штюкельберга относятся фрески в капелле Телля у озера Урнер-Зе и созданная в 1884 году картина «Девочка с ящерицей».
Э.Штюкельберг писал также миниатюры (например, «Вилла Миньон, Сан-Рафаэль», масло, дерево, 12х22 см, (1896), на которой изображён озёрный пейзаж). Подобных художественных миниатюр на деревянных дощечках Э.Штюкельбергом было создано более сотни.

## Галерея

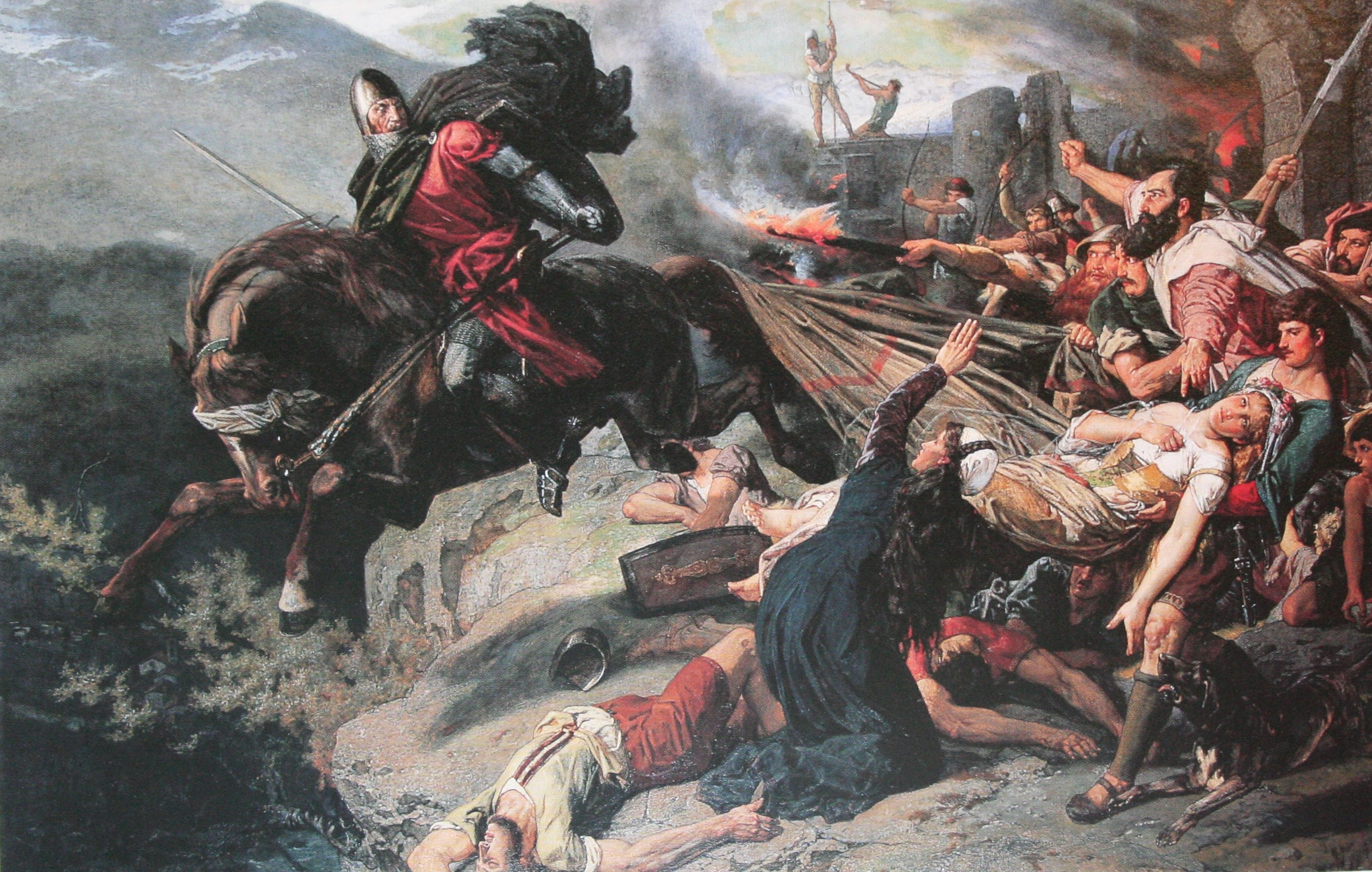
Последний ретиец, 1883
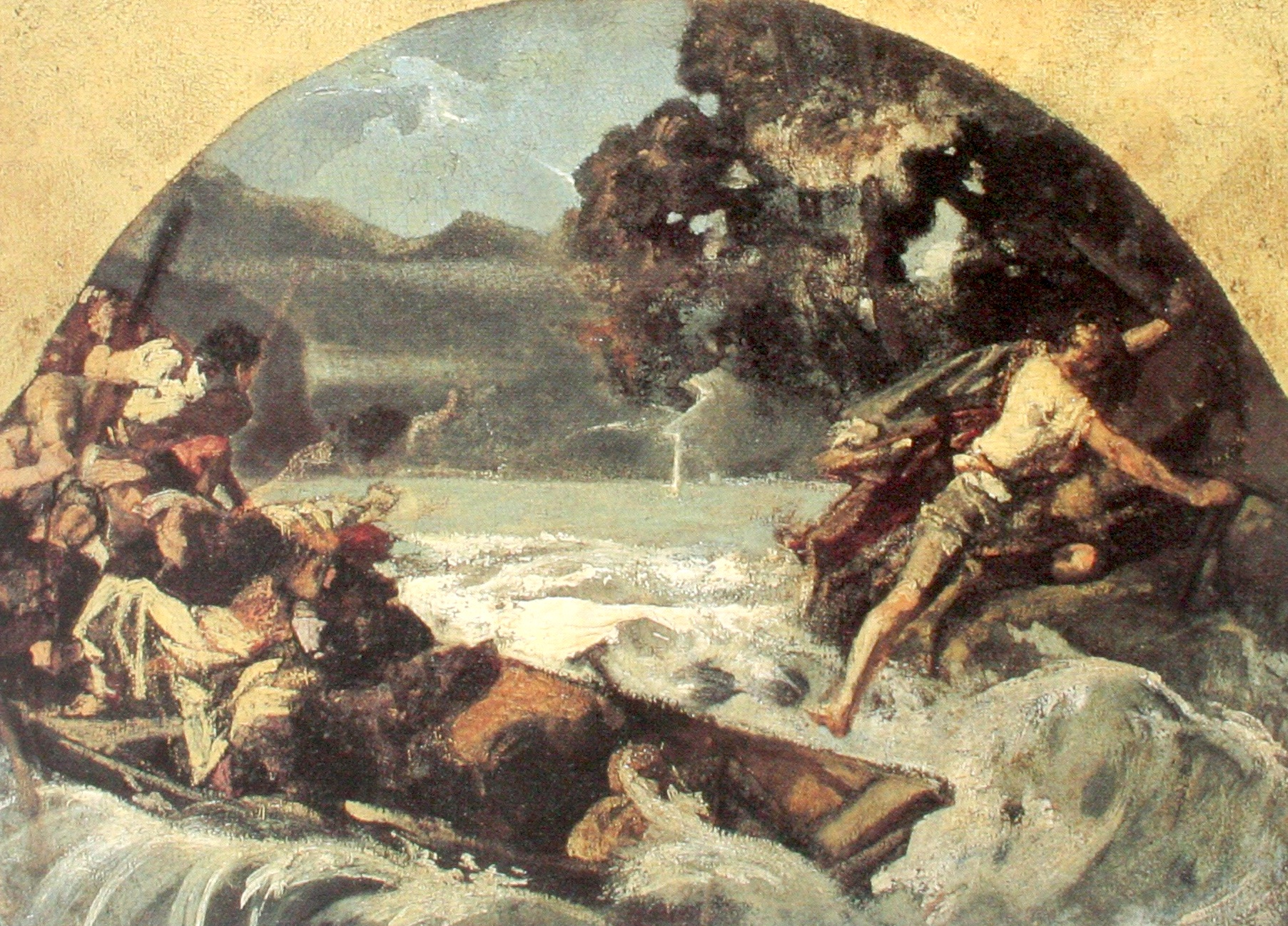
Прыжок Телля, 1879
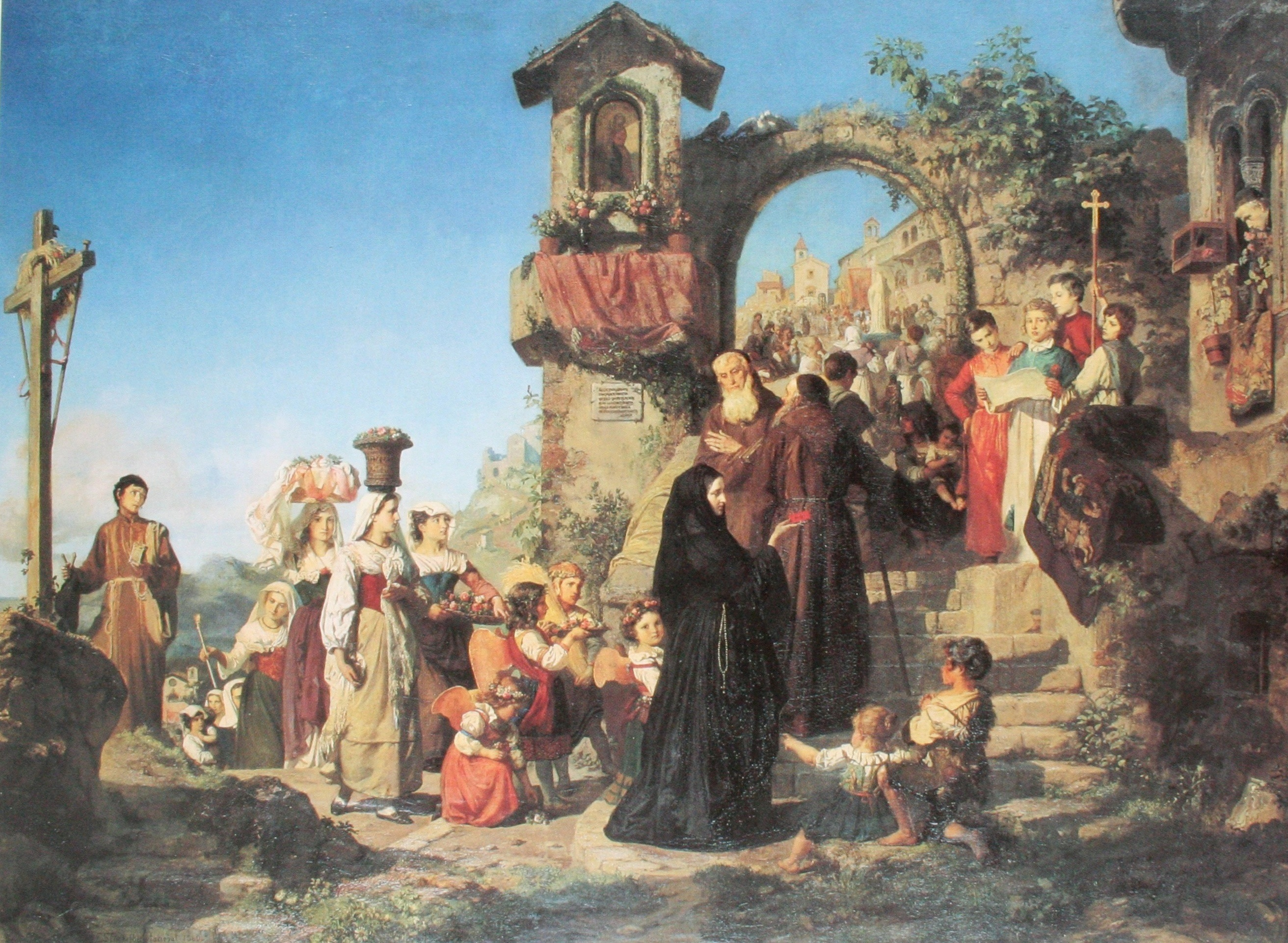
Праздник Пресвятой Богородицы в Сабинских горах, 1860
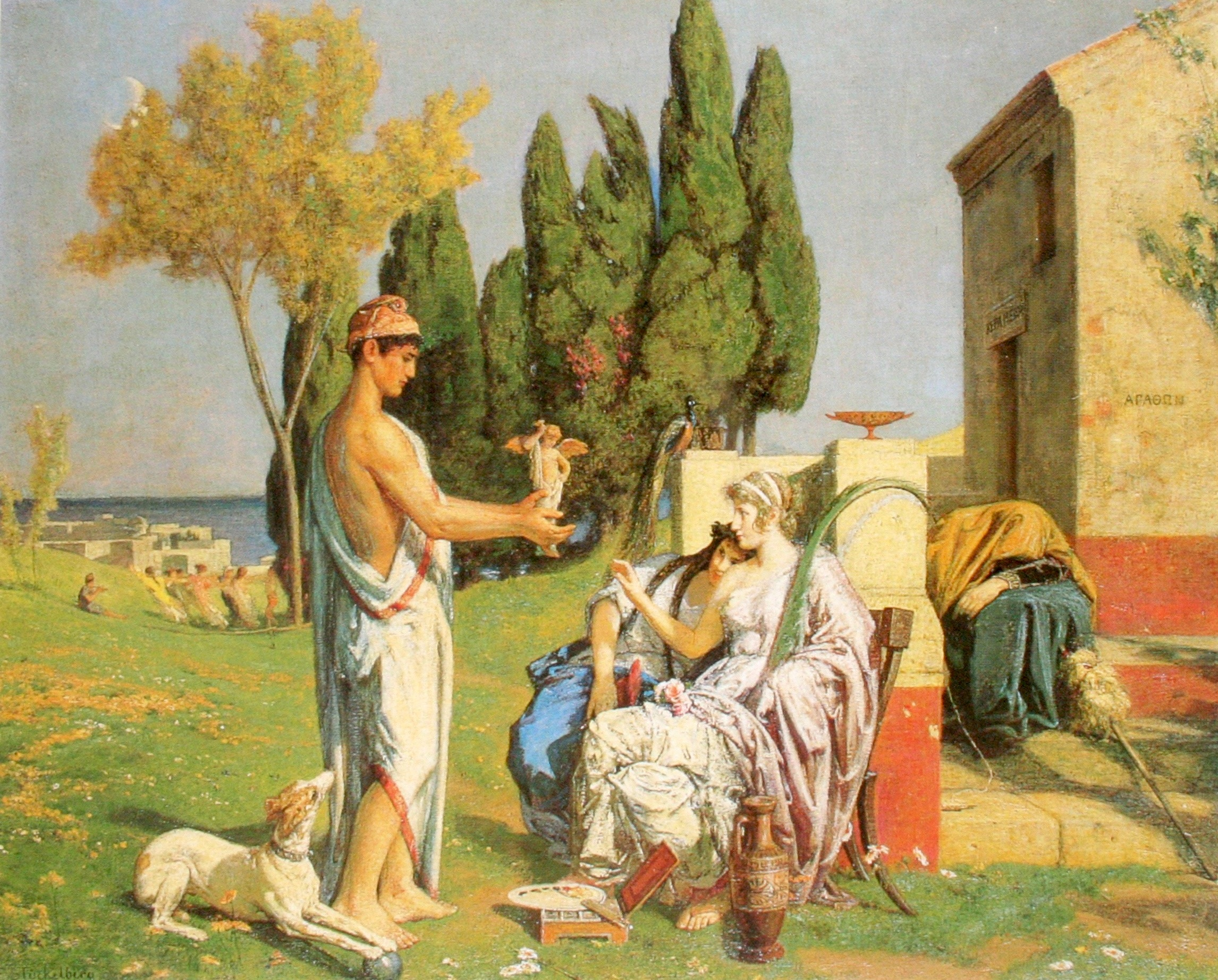
Мирта и Коринна у гончара Агафона, 1897
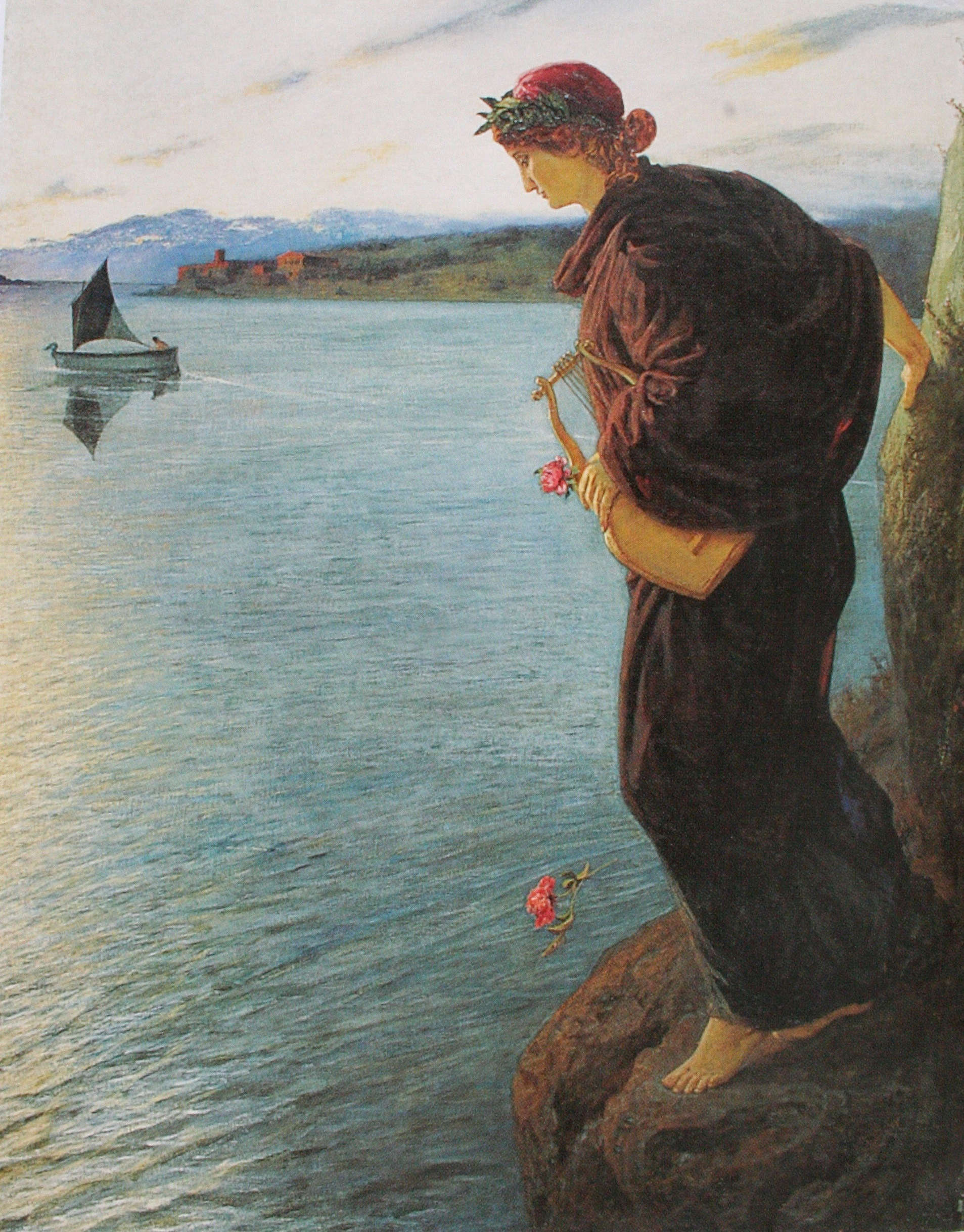
Сафо, 1897